# دير فيسوكي ديتشاني
دير فيسوكي ديتشاني (بالصربية: Манастир Високи Дечани)‏، (بالألبانية: Manastiri i Deçanit)‏ هو دير مسيحي أرثوذكسي صربي من العصور الوسطى يقع بالقرب من ديشاني، كوسوفو. تأسست في النصف الأول من القرن الرابع عشر على يد ستيفان ديتشانسكي، ملك صربيا. غالبًا ما يُعتبر أحد أكثر مواقع التراث الثقافي الأوروبي المهددة بالانقراض، ومع تعيين نصب ثقافي ذي أهمية استثنائية.
يقع دير فيسوكي ديتشاني عند مضيق نهر لومبارد ديشاني عند سفح الجبال الملعونة في منطقة ميتوهيا. تقع على بعد حوالي 2 كيلومتر (1.2 ميل) من بلدة ديشاني. الدير تديره الأبرشية الصربية الأرثوذكسية في راسكا وبريزرين. يخضع الدير للحماية القانونية لصربيا منذ عام 1947. الدير جزء من قائمة التراث العالمي المسماة " آثار العصور الوسطى في كوسوفو " وهو إلى حد بعيد أكبر نصب تذكاري في العصور الوسطى في البلقان.

## تاريخ

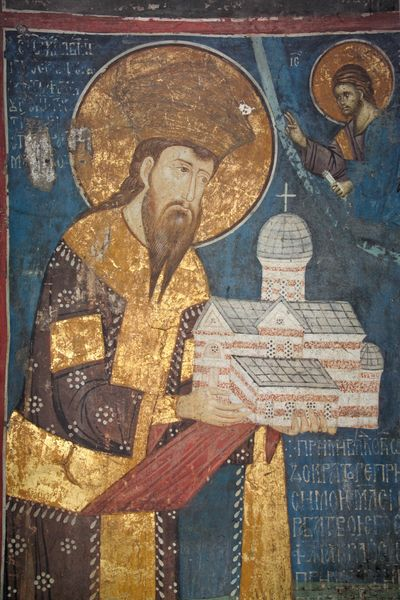
ستيفان أوروس الثالث، ملك صربيا ومؤسس دير فيسوكي ديتشاني

بدأ بناء الدير في عهد الملك الصربي ستيفان ديتشانسكي عام 1327. تم الحفاظ على الميثاق التأسيسي الأصلي من عام 1330، والمعروف أيضًا باسم ديتشاني كريسوبول، حتى يومنا هذا. بعد وفاته عام 1331، دُفن ستيفان ديشانسكي في الدير الذي لم يكتمل بعد، واستمر في بنائه ابنه ستيفان دوسان، الذي أصبح ملكًا على صربيا في نفس العام. كان المهندس الرئيسي للدير هو الراهب الفرنسيسكاني فيتو من كوتور. وفقًا لبرانيسلاف بانتيليتش، يمثل الدير المرحلة الأخيرة من العمارة الغربية القوطية، البيزنطية والرومانية، ويحتوي على لوحات بيزنطية والعديد من المنحوتات الرومانية، وهي جزء من "النهضة الباليولوجية".
استمر بناء الدير لمدة 8 سنوات وغطى مساحة 4000 متر مربع. استغرقت الجودة الفنية المتميزة للوحات 15 عامًا وقام بها رسامون من أصول من صربيا والبيزنطية وساحل البحر الأدرياتيكي. تم الانتهاء من العرش الخشبي للدير (رأس الدير) في هذا الوقت تقريبًا، وتم تزيين الكنيسة من الداخل. تم الانتهاء من التابوت الخشبي المنحوت لـ ديانسكi في عام 1340. أولئك الذين ساهموا في بناء الدير تم منحهم بشكل جماعي قرية قريبة من مدينة بريزرن تسمى ماناستيريكا، حيث استقر الكثيرون بعد الانتهاء.  دفنت في الكنيسة الأميرة الصربية والإمبراطورة البلغارية المرافقة آنا ندا (حوالي 1350). 

### القرن الخامس عشر - التاسع عشر

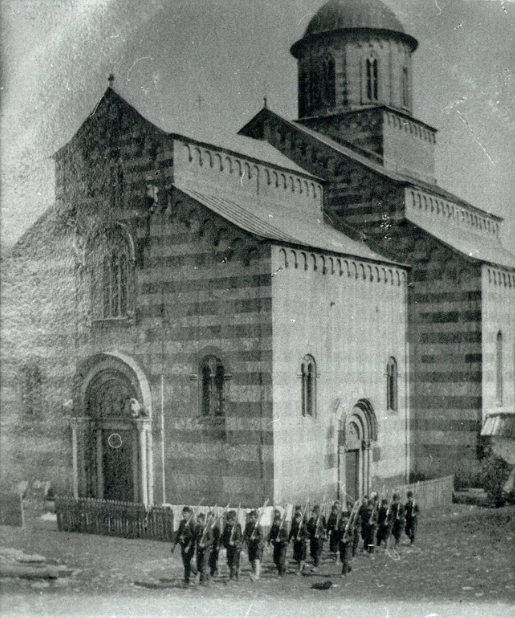
كان الجيش التركي يحرس فيسوكي ديتشاني حوالي عام 1904.

كان الكاتب البلغاري غريغوري تسامبلاك، مؤلف كتاب حياة ستيفان ديشانسكي، هو رئيس الدير في بداية القرن الخامس عشر. أمضى الراهب الرسام لونجين عقدين في الدير خلال النصف الثاني من القرن السادس عشر وأنشأ 15 أيقونة تحمل صورًا للأعياد والنساك العظيمة، بالإضافة إلى أكثر أعماله شهرة، أيقونة ستيفان ديانسكي. في أواخر القرن السابع عشر، نهب العثمانيون الدير، لكنهم لم يتسببوا في أضرار جسيمة. في عام 1819، أصبح الأرشمندريت زاهاريجا ديجاناك مطرانًا لرشكا وبريزرين.

### القرنين العشرين والحادي والعشرين
بعد نهاية حرب البلقان الأولى، وقع الدير ضمن إدارة مملكة الجبل الأسود. وضع الملك نيكولا الأول ملك الجبل الأسود آنذاك جزءًا كبيرًا من الأراضي المحيطة بالدير تحت سلطة الدير. خلال الحرب العالمية الأولى، نهب الجيش النمساوي المجري، الذي احتل صربيا بين عامي 1915 و 1918، كنوز الدير. تم استهدافه للتدمير من قبل القومي الألباني بالي كومبيتار والقمصان السوداء الفاشية الإيطالية في منتصف عام 1941. ورد الجيش الملكي الإيطالي بإرسال مجموعة من الجنود للمساعدة في حماية الدير من الهجوم.

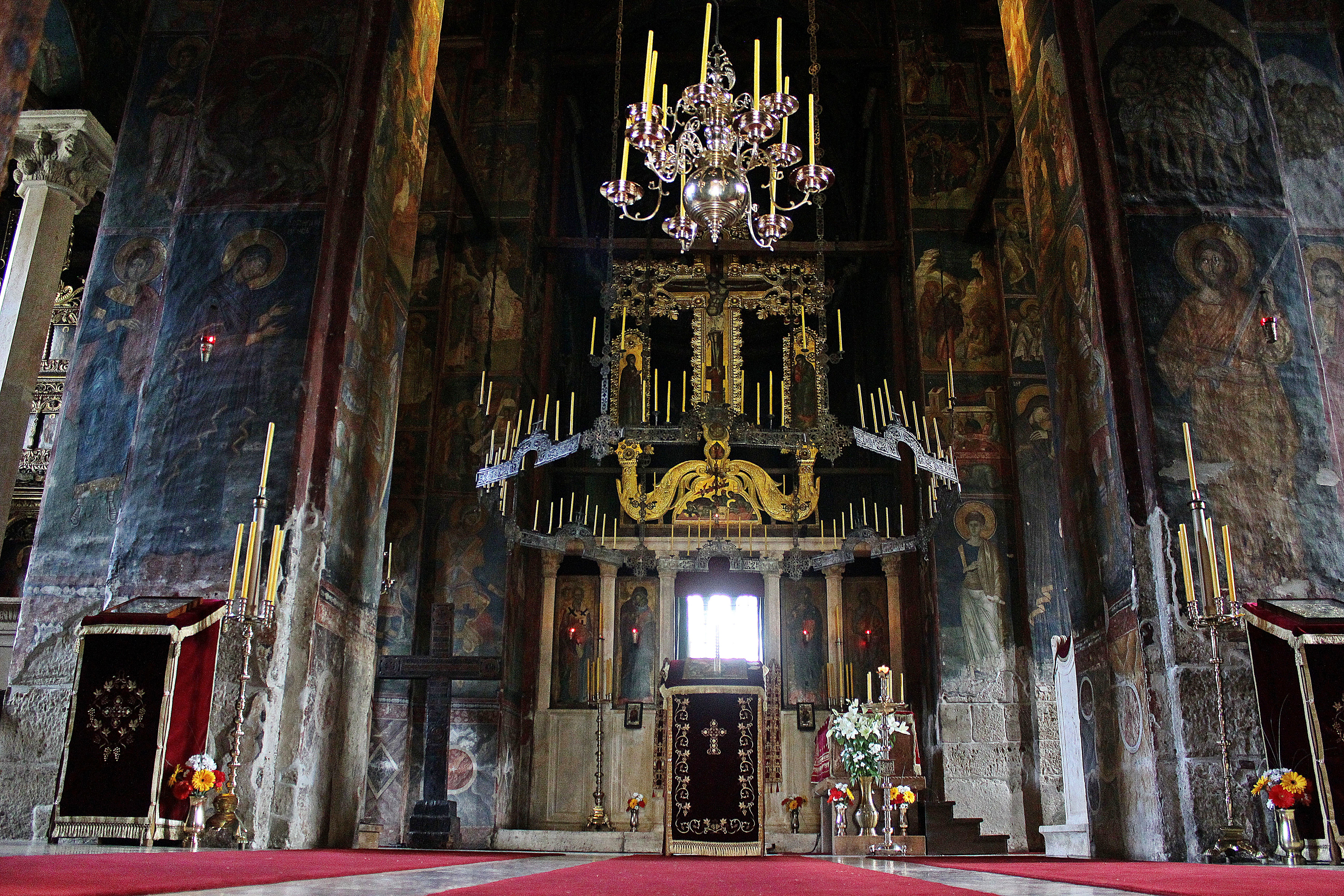
الداخلية

تم عرض الكنز الرهباني في قاعة طعام القرون الوسطى التي أعيد بناؤها في عام 1987. قام رهبان الدير بإيواء اللاجئين من جميع الأعراق خلال حرب كوسوفو، التي استمرت من مارس 1998 إلى يونيو 1999. في 7 مايو 1998، جثتا اثنين تم العثور على الألبان المسنين 400 متر (1,300 قدم) من الدير. وبحسب ما ورد قُتلوا على أيدي جيش تحرير كوسوفو بزعم تعاونهم مع القوات الصربية. شن جيش تحرير كوسوفو هجوما على مقربة من الدير في 8 مايو، مما أسفر عن مقتل شخص وإصابة أربعة آخرين. في ذلك المساء، جاء 300 من الصرب المتبقين لديجان إلى الدير بحثًا عن ملجأ.
عاد المدنيون الألبان الذين لجأوا إلى الدير إلى ديارهم بعد انسحاب الجيش الصربي من كوسوفو في يونيو 1999. تم بعد ذلك تكليف وحدة إيطالية من قوة كوسوفو (كفور) بحراسة الدير الذي هوجم عدة مرات. سعى العشرات من الرومان إلى ملجأ في الدير خلال الأشهر القليلة التالية، خوفًا من الهجمات الانتقامية من قبل جيرانهم الألبان، الذين اتهموهم بالتعاون مع الصرب ونهب منازل الألبان.

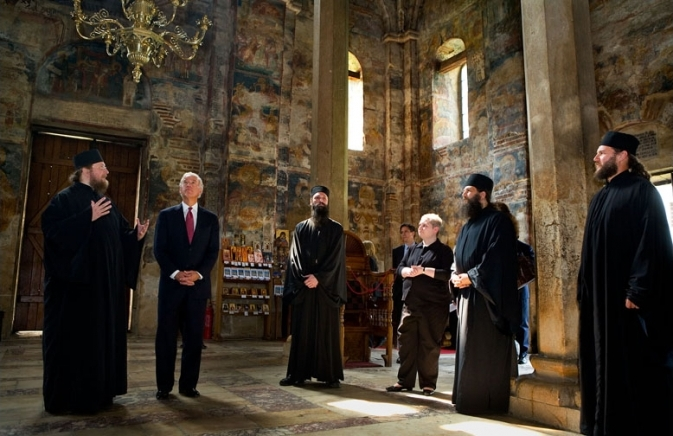
جو بايدن، نائب رئيس الولايات المتحدة آنذاك، في جولة في فيسوكي ديتشاني في عام 2009

خلال الاضطرابات العنيفة التي اندلعت في كوسوفو في 17 آذار / مارس 2004، دافعت القوة الأمنية الدولية في كوسوفو عن الدير من حشد من الغوغاء الألبان الذين كانوا يحاولون إلقاء قنابل المولوتوف عليه. وأصيب عدد من الألبان في الاشتباك. في 2 يوليو 2004، تم إعلان الدير كموقع للتراث العالمي من قبل منظمة الأمم المتحدة للتربية والعلم والثقافة (اليونسكو). وصفته اليونسكو بأنه "كنز لا بديل له، مكان تلتقي فيه تقاليد العمارة الرومانية مع الأنماط الفنية للعالم البيزنطي." تمت إضافة الدير، إلى جانب جميع آثار العصور الوسطى الصربية الأخرى في كوسوفو، إلى قائمة اليونسكو لمواقع التراث العالمي المهددة بالانقراض في عام 2006.
ألقى المتمردون المشتبه بهم من ألبان كوسوفو قنابل يدوية على الدير في 30 آذار / مارس 2007، لكنهم لم يتسببوا في أضرار طفيفة. في السنوات الأخيرة، استقر الوضع حول الدير وأعيد فتحه للزوار. حضر الرئيس الصربي بوريس تاديتش قداسًا في الدير في أبريل 2009. زار نائب الرئيس الأمريكي جو بايدن الدير في الشهر التالي. في تقرير الحرية الدينية الدولي السنوي، كتبت وزارة الخارجية أن مسؤولي بلدية ديتشان استمروا في رفض تنفيذ قرار المحكمة الدستورية لعام 2016 بتأييد حكم المحكمة العليا لعام 2012 الذي يعترف بملكية الدير لحوالي 24 هكتارًا من الأرض.

## بنيان

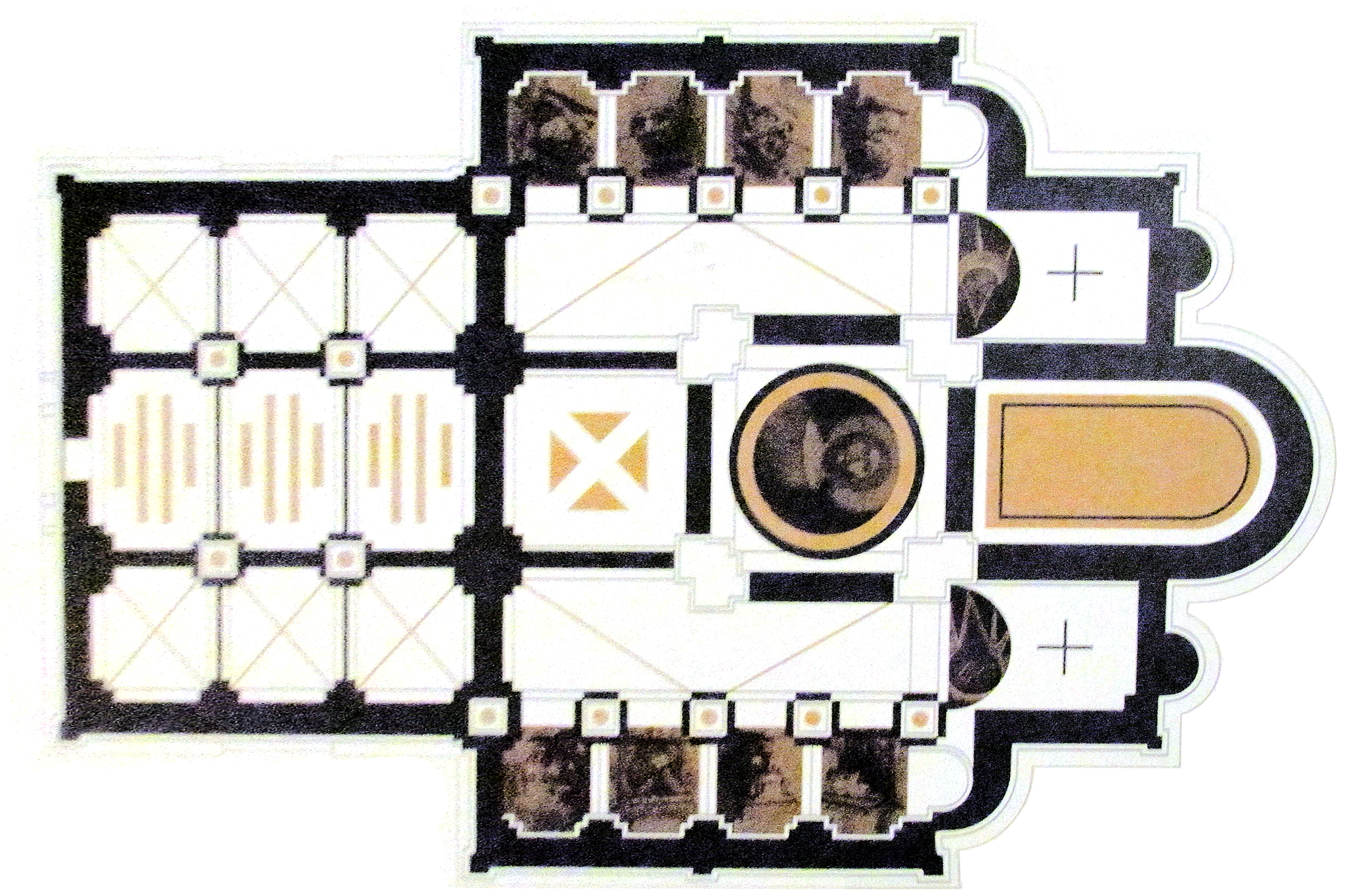
مخطط معماري للدير

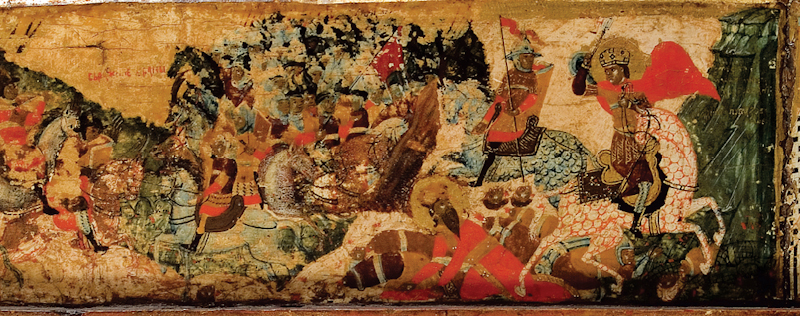
معركة فيلبزد، لوحة جصية في فيسوكي ديتشاني

الكنيسة بها خمسة صحن ناووس، والحاجز الأيقوني من ثلاثة أجزاء، وثلاثة صحن جنة. يبلغ ارتفاع القبة 26 م.[بحاجة لمصدر] جدرانه الخارجية مصنوعة في طبقات بديلة من الرخام الأبيض والوردي. تم تزيين البوابات والنوافذ ووحدات التحكم والعواصم بزخرفة غنية. يظهر المسيح القاضي محاطًا بالملائكة في الجزء الغربي من الكنيسة. تمثل الدورات العشرون الرئيسية للجداريات الجدارية أكبر معرض محفوظ للفن الصربي في العصور الوسطى، ويضم أكثر من 1000 تكوين وعدة آلاف من اللوحات.

## موقع تراثي في خطر
دير ديتشاني هو أحد المعالم الأثرية الأربعة للتراث العالمي في كوسوفو والتي تم تصنيفها كموقع تراثي في خطر. منذ وصول قوات حفظ السلام التابعة لقوة كوسوفو إلى المنطقة في عام 1999، تزايدت الهجمات على الدير. منذ عام 1999، وقعت خمس هجمات كبيرة وهجمات كادت أن تُخطئ على الدير:
- 27 شباط / فبراير 2000 - ضربت ست قنابل يدوية دير الدكاني.[26]
- 22 حزيران / يونيو 2000- تسع قنابل يدوية على دير ديكاني.[27]
- 17 آذار 2004- سقوط سبع قنابل يدوية حول جدران الدير.[28] شكل هذا الهجوم جزءًا من اضطرابات عام 2004 في كوسوفو.
- 30 مارس 2007 - اصطدمت قنبلة يدوية بالحائط الواقع خلف الكنيسة.[29][26]
- 1 شباط 2016 - اعتقال أربعة مسلحين مشتبه بهم في سيارة عند بوابات الدير. وعثر أثناء تفتيش سيارتهم على بندقية هجومية ومسدس وذخيرة ومواد مطبوعة إسلامية متطرفة. ولم يتضح ما إذا كانت هناك أي صلة بين قضية ديكاني وهجوم سابق على مسجد في دريناس.[30] وكان دوسان كوزاريف، عضو في حكومة صربيا، قد ادعى قبل عام أن بوابات الدير كانت مكتوبة على الجدران بكتابات كتب عليها "داعش" و "الخلافة قادمة" و "جيش تحرير كوسوفو".[31]

دير ديشاني حاليا تحت الحراسة 24/7 من كفور. من بين المعالم الأربعة التي تعود إلى العصور الوسطى في كوسوفو والتي تم تصنيفها كموقع تراثي في خطر، فإن ديتشاني هو الوحيد تحت حراسة مباشرة من KFOR.
في عام 2021، أدرجت أوروبا نوسترا فيسوكي ديتشاني كواحد من مواقع التراث الثقافي السبعة الأكثر تعرضًا للخطر في أوروبا.

## في الثقافة الشعبية
تم إنشاء دير فيسوكي ديتشاني، ثلاث حلقات من المسلسل الوثائقي "Witnesses of Times" الذي أنتجته خدمة البث RTB في عام 1989 من قبل جوردانا بابيتش وبيتر سافكوفي، وإخراج دراجوسلاف بوكان، والموسيقى من تأليف زوران هريستيتش.

## أنظر أيضا
- السياحة في صربيا
- السياحة في كوسوفو

## روابط خارجية
- دير ديتشاني- جولات افتراضية ومجموعات صور لصندوق BLAGO
- التقييم من قبل لجنة التراث العالمي